# Charles-Andreas Brym
Charles-Andreas Brym (ur. 8 sierpnia 1998 w Colombes) – kanadyjski piłkarz pochodzenia togijskiego i francuskiego występujący na pozycji napastnika lub skrzydłowego, reprezentant Kanady, od 2025 roku zawodnik holenderskiego Almere City.